# Faro Roncali
El faro de Roncali ó faro del Cabo San Antonio es un faro de época española del siglo XIX, en activo, ubicado en el Cabo San Antonio, en Sandino, provincia de Pinar del Río, en el extremo occidental de la isla en Cuba .
Se encuentra en el Parque Nacional Guanahacabibes .

## Historia
Fue construido en época de la capitanía general de Cuba, entre 1846 y 1849. Su nombre se debe al capitán general Federico Roncali, quien promovió su construcción a propuesta de la Junta de Fomento.  Según la tradición popular, antes de la puesta en marcha del faro, era un gran árbol el que servía de referencia visual para la navegación por el cabo San Antonio, limitada a condiciones de buena visibilidad. 
Desde el año 2000 alberga una sala museo sobre la construcción del faro y una muestra de arqueología aborigen, así como objetos de época española y de la historia contemporánea de Cuba.
El faro e instalaciones auxiliares fueron restaurados por el museo Municipal Sandino y la Agencia de Ayuda a la Navegación. En 2020 el faro recibió el Premio Nacional de Restauración y Conservación, galardón anual que otorga el Consejo Nacional del Patrimonio Cultural (a través de la Comisión Provincial de Monumentos de Pinar del Río) 

## Descripción
Es un faro importante, histórico y bien conservado. Consiste en una torre cilíndrica de mampostería, pintada en blanco, de 23 m  de altura, con galería y linterna. . Sus seis plantas están conectadas por una escalera interior de hierro de 72 escalones 
Al lado se encuentra la casa del cuidador de una sola planta. 
Emite, a una altura focal de 31 m , dos destellos blancos por período de 10 segundos, durante 8 segundos de oscuridad. Durante los huracanes, permanece encendido las 24 horas del día. Su alcance es de 22 millas náuticas (aproximadamente 41 km ).
Identificador : ARLHS : CUB-017 ; CU-0001 ; Instituto Hidrográfico del Reino Unido : J4820 ; N.G.A. : 110-12436.

Según la Organización Hidrográfica Internacional, el Cabo San Antonio –y por tanto su faro– marca la separación entre el Mar Caribe al sur y el Golfo de México al norte.

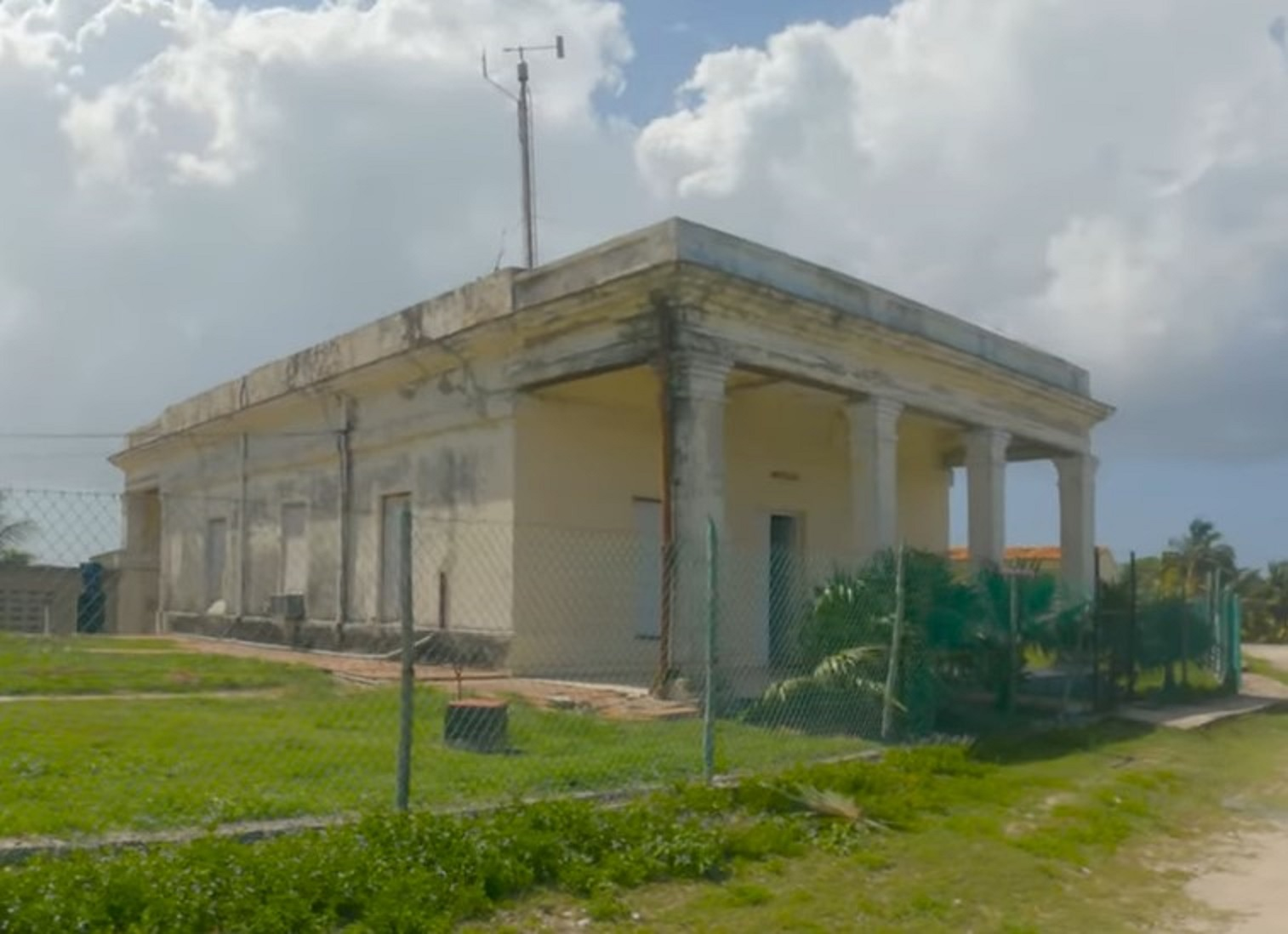
Casa del cuidador
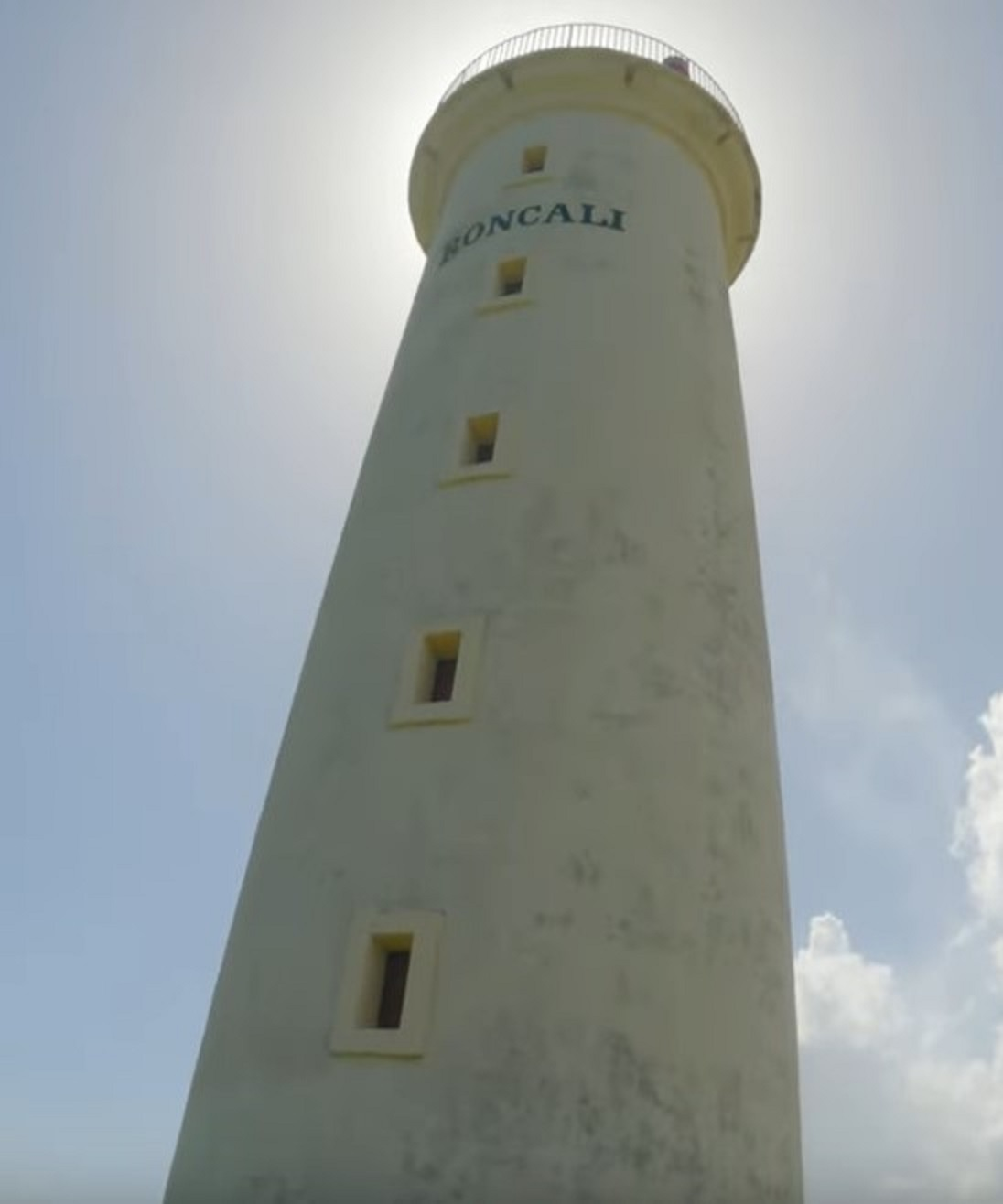
Frente al mar
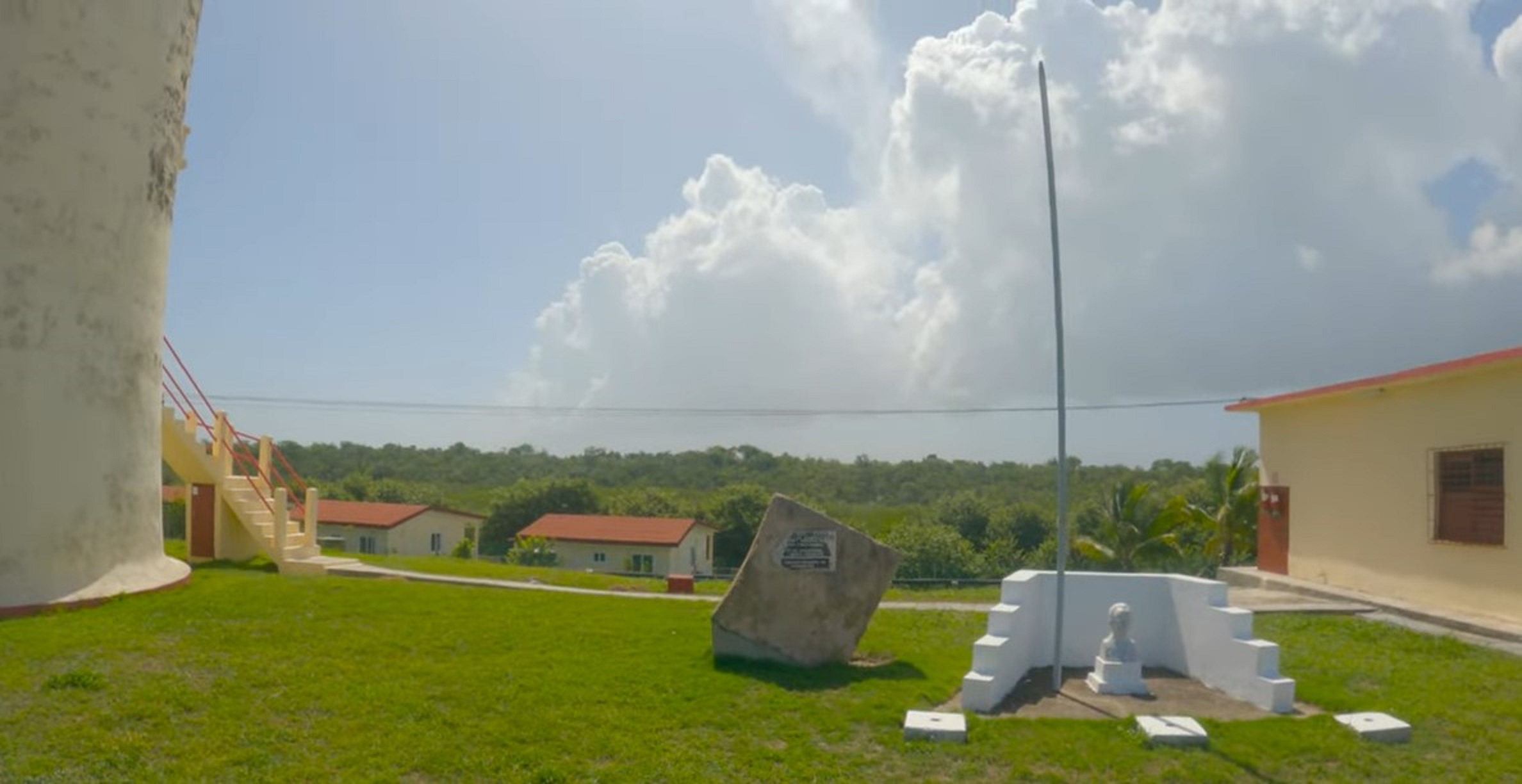
monumento